# Pico's School
Pico's School (укр. Школа Піко) — браузерна флеш-відеогра 1999 року, розроблена Томом Фулпом для його вебсайту Newgrounds. На час виходу вона була однією з найскладніших браузерних ігор, «складність дизайну та відточеність презентації, яка була практично небаченою в аматорській розробці флеш-ігор». Їй багато хто приписує те, що вона дала поштовх розвитку індустрії флеш-ігор і допомогла запустити Newgrounds як «громадську силу».
Гра являє собою пригодницький point-and-click шутер, натхненний трагедією в школі Колумбайн, і ставить гравця на місце головного героя Піко, якому доводиться боротися з групою стереотипних дітей-готів, які вбили його однокласників.

## Сюжет
Однокласниця Піко Кассандра перериває шкільний урок про яблука та банани, щоб засудити американську систему освіти, яку вона вважає «лайном», а потім відкриває вогонь по своїх однокласниках.
Під час нападу Піко втрачає свідомість, йому вдається втекти з класу, але лише згодом він дізнається, що більшість його однокласників було вбито. Коли Піко бореться з готами, він виявляє, що ними маніпулює Кассандра. Згодом з'ясовується, що Кассандра — прибулець, і Піко мусить її перемогти.

## Геймплей
Гра дозволяє гравцям обирати різні шляхи через шкільні коридори, розмовляти з уцілілими учнями та вступати в сутички з супротивниками — і все це за допомогою клацання мишею.

## Розвиток
Том Фулп заявив в інтерв'ю, що на створення гри його надихнуло безліч гнівних електронних листів, надісланих на його сайт Newgrounds після бійні в школі Колумбайн, багато з яких звинувачували вебсайт в поширенні непристойних матеріалів.
Гра була розроблена на Flash 3 до появи мови сценаріїв ActionScript, яку використовували майже всі наступні Flash-ігри. Фулп писав, що для гри він створив складну мережу відеокліпів для імітації ігрових змінних — інноваційну техніку, яка створювала значне навантаження під час високоінтерактивних послідовностей, таких як бої з босами.
У День сміху 2021 року на зміну оригінальній «Школі Піко» прийшла «Школа Піко: Любов перемагає все», переказ історії, в якій різанина ніколи не відбувається.

## Популярність
У статті в журналі Spin гру було названо роботою «хворого генія». Ендрю Лернер з Troma Entertainment прокоментував, що коли він вперше побачив гру, він так сильно сміявся, що мало не обмочився в штани. Як повідомляється, Troma Entertainment в якийсь момент вели переговори з Томом Фулпом про створення фільму за мотивами гри. Сучасний оглядач Newgrounds на японському технологічному сайті Impress Watch Міе Аокі (Mie Aoki) рекомендував гру і назвав її гарним способом перевірити, наскільки ви застрягли в пам'яті в початковій школі. У статті 2020 року Wired назвав гру «нешанобливою макулатурою.».
Том Фулп, творець гри, назвав «Школу Піко» справжнім визначальним моментом для Newgrounds. Багато хто назвав гру «вершиною програмування на Flash» і сказав, що «вона запропонувала першу модель інтерактивності типу point-and-click, яка згодом стала стандартом».
Титульний Піко згодом стане невіддільною частиною іконографії Newgrounds, з'явившись у низці ігор та анімаційних фільмів.

## Продовження
Сиквел з робочою назвою Pico 2 розроблявся протягом кількох років, починаючи з 1999 року, у співпраці з аніматором Хосе «MindChamber» Ортісом, але був скасований без оголошення десь у 2010-х роках. У 2016 році прихильники Newgrounds отримали доступ до двох прототипів. На Kickstarter популярної ритм-гри Friday Night Funkin' (в якій Піко є повторюваним персонажем) обіцяли закінчити й випустити Pico 2, якщо фінансування на Kickstarter досягне 5 мільйонів доларів, хоча цієї мети в підсумку не було досягнуто.